# دریاچه آنکیالین
دریاچه آنکیالین (انگلیسی: Anchialine pool) آبی محاط در خشکی است که به صورت زیر زمینی با اقیانوس ارتباط دارد. دریاچه‌های آنکیالین، گونه‌ای از سفره‌های آب ساحلی می‌باشند که دارای چگالی طبقه‌بندی شده هستند به گونه‌ای که آب شیرین یا آب لب‌شور در سطح آن‌ها قرار می‌گیرد، و آب شور راه یافته از ساحل، در عمق آن‌ها قرار می‌گیرد.

## پیوند به بیرون

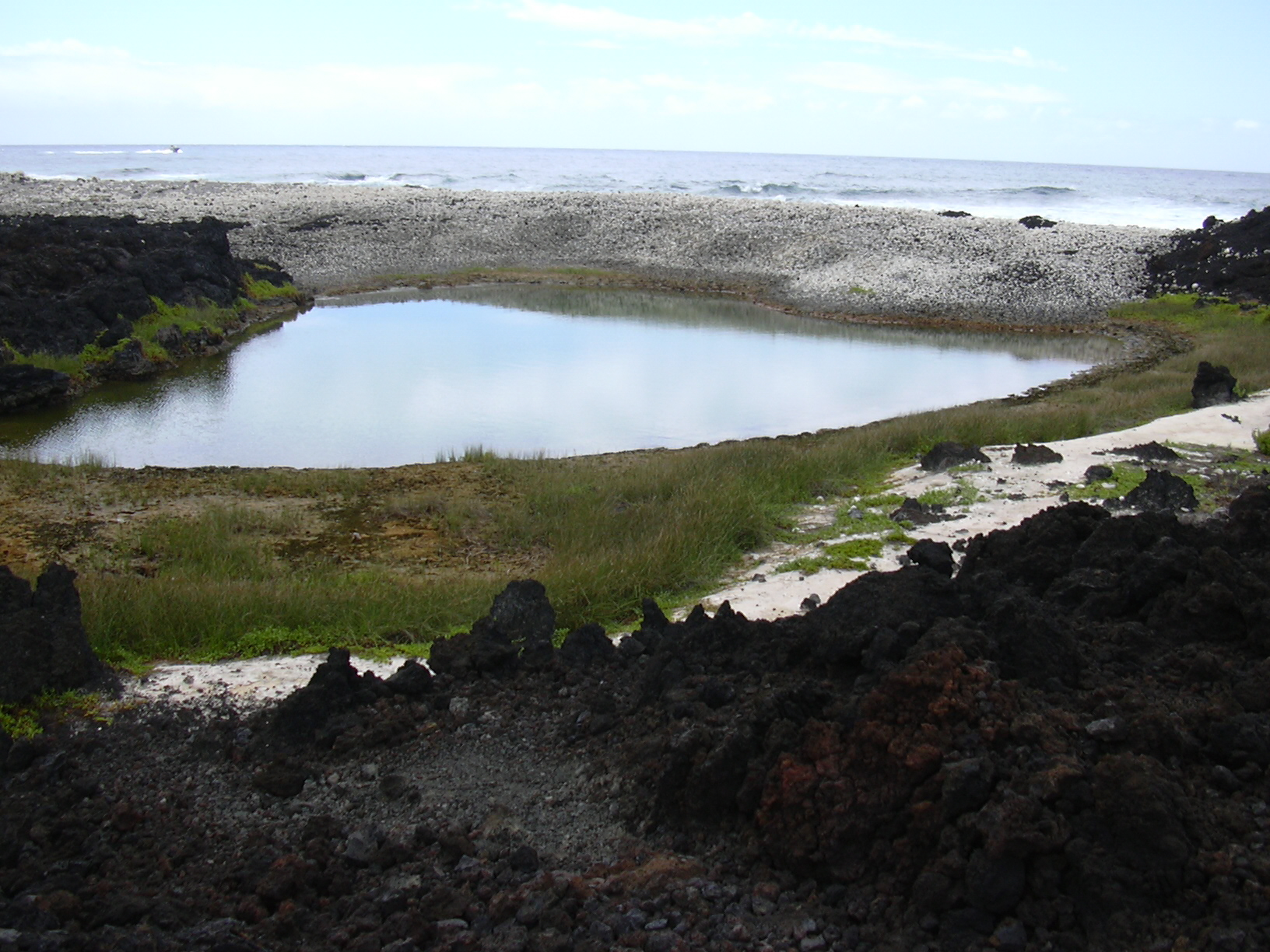
دریاچهٔ آنکلیالین واقع در ماوئی، هاوایی، در نزدیکی دریا